# Schweizerischer Forstverein

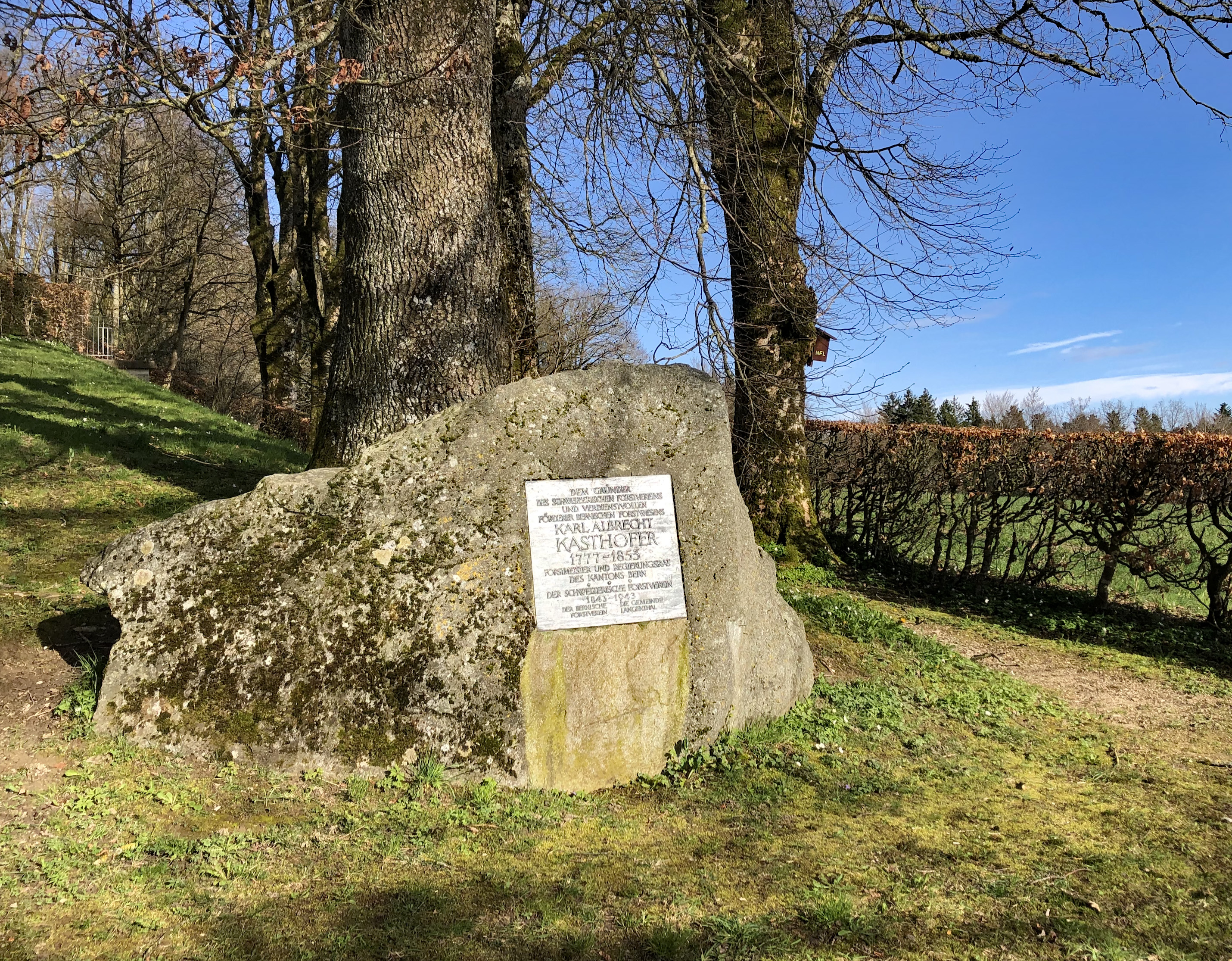
Findling mit Inschrift zur Erinnerung an die Gründung des Schweizerischen Forstvereins 1843 in Langenthal

Der Schweizerische Forstverein (SFV; französisch Société forestière suisse (SFS); italienisch Società forestale svizzera (SFS)) ist eine gemeinnützige Organisation in der Schweiz und der nationale Fachverband für Forstwirtschaft. Er wurde im Jahr 1843 gegründet und hat seinen Sitz in Pfäffikon.
Der SFV spielt als Vereinigung von Fachleuten kantonaler und kommunaler Forstbetriebe, öffentlicher und privater Waldbesitzer sowie von Personen und Institutionen der Forstwissenschaft eine wichtige Rolle für die Vermittlung von Informationen über den Zustand der Wälder in der Schweiz, über neue Methoden des Waldbaus und über ökologische Zusammenhänge und Entwicklungen in der Naturlandschaft und in den bewirtschafteten Sekundärbiotopen.

## Zweck
Der Schweizerische Forstverein setzt sich für eine auf forstwissenschaftliche Grundlagen gestützte, nachhaltige Pflege der Pflanzengesellschaften in den Wäldern ein, um die Holznutzung auch für spätere Generationen zu sichern und die allgemeinen Funktionen des Waldes als Teil der Landschaft, als Schutz vor Naturgefahren, als Grundlage der Biodiversität und der Trinkwasserreserven sowie als Erholungsraum zu fördern. Er organisiert Informations- und Fortbildungsangebote, Versammlungen und Exkursionen, publiziert eine Fachzeitschrift und andere Veröffentlichungen und engagiert sich in der Politik und gegenüber den Behörden für die Anliegen der Forstwirtschaft und für eine zweckmässige Forstgesetzgebung. Er unterstützt die Berufsausbildung der Forstfachleute.

## Organisation
Der Schweizerische Forstverein ist als Verein im Sinne des Schweizerischen Zivilgesetzbuches (ZGB) organisiert. Ihm gehören gemäss den Statuten von 1988 sowohl Einzelpersonen als auch Kollektivmitglieder wie z. B. Gemeinden, Forstbetriebe, Verbände und andere Fachvereine an. Schweizer Berufsleute aus den Fachbereichen Wald, Wildtiere, Landschaft, Naturgefahren, Naturschutz, Biodiversität und mit Fragen des Waldbaus vertraute Personen aus den Bereichen Raumplanung, Recht, Bauwirtschaft, Soziologie und Gesundheit können die Mitgliedschaft erhalten. Fachleute, die sich um das Forstwesen verdient machten, kann der Verein zum Ehrenmitglied ernennen.
Die Vereinstätigkeit wird von einem Vorstand geleitet, dem seit 2019 die Forstingenieurin Regina Wollenmann vorsteht. Für besondere Aufgaben sind eine Geschäftsstelle, eine Administrationsstelle, fachspezifische Arbeitsgruppen und die Redaktion der Vereinszeitschrift Schweizerische Zeitschrift für Forstwesen – Journal forestier suisse eingesetzt. Der Sitz des SFV befindet sich bei der Administrationsstelle in Pfäffikon, Kanton Schwyz, die von Lukas Denzler geführte Geschäftsstelle in Zürich. Der SFV führt für seine Dokumentationen ein Archiv.
Der SFV hat (Stand 2024) drei Expertengruppen eingesetzt: die Arbeitsgruppe «Wald und Wildtiere», die Arbeitsgruppe «Waldplanung und ‑management» und die Arbeitsgruppe «Waldbiodiversität».
Für die Redaktion der vom Verein herausgegebenen Schweizerischen Zeitschrift für Forstwesen sind (Stand 2024) der Umweltnaturwissenschaftler This Rutishauser, die Biologin und Politikerin Brigitte Wolf, die Forstingenieurin Christina Giesch und Thorsten Kaletsch, für die Version des E-Journal Alley Ulrich, Allen Press (USA) zuständig. Die Zeitschrift wird unterstützt durch das Bundesamt für Umwelt (BAFU), die Schweizerische Akademie für Naturwissenschaften (SCNAT) sowie die Kantone.

## Geschichte

### 19. Jahrhundert

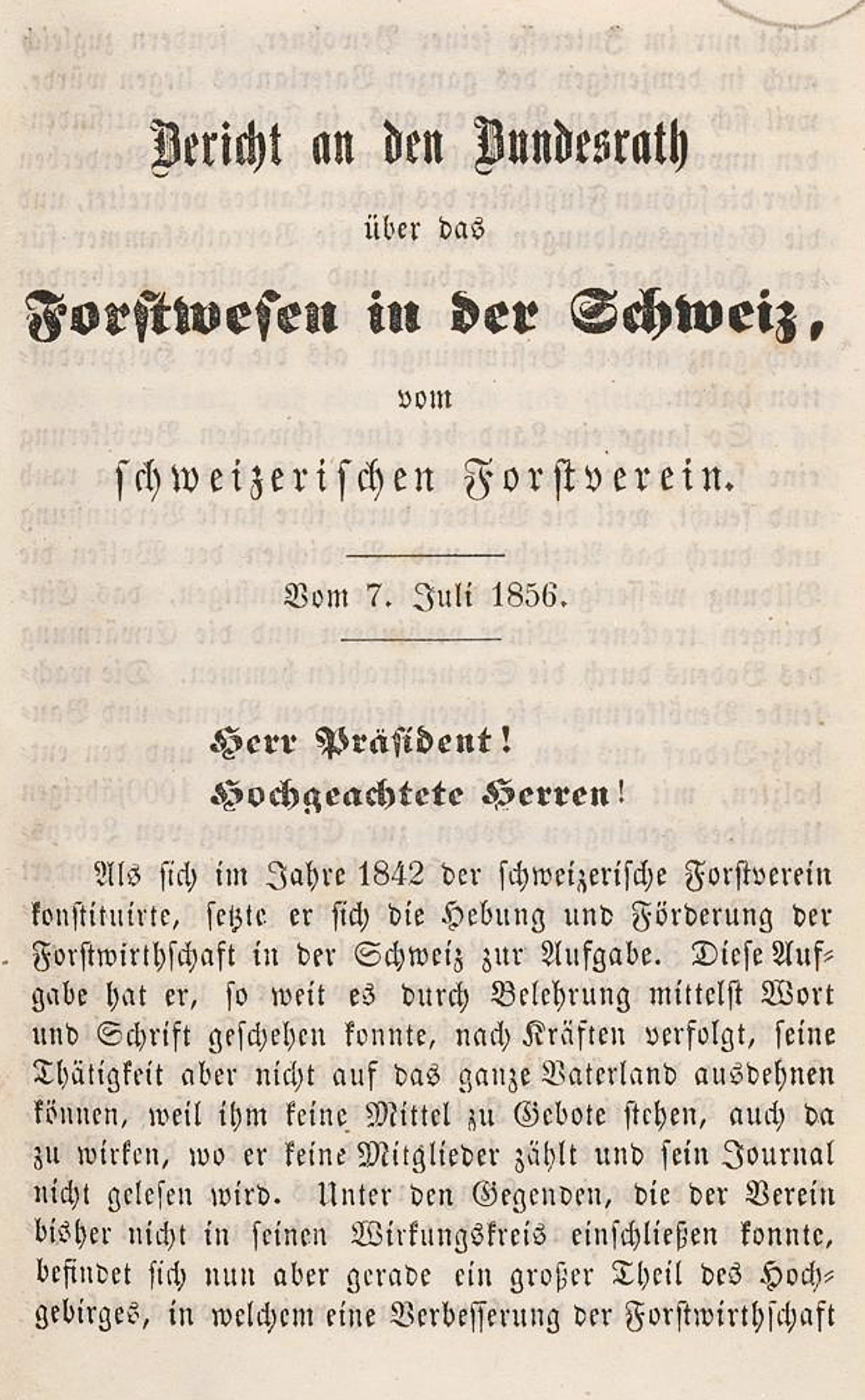
Eingabe des Schweizerischen Forstvereins an den Bundesrat über den Zustand der Wälder und Probleme der Forstpolitik in der Schweiz

Als eine Versammlung von Oberforstbeamten des Kantons Bern am 29. Januar 1843 die Idee zur Gründung eines nationalen Forstvereins unterstützt hatte, sandten der Oberförster, Berner Regierungsrat und Professor für Forstwissenschaften an der Universität Bern Karl Albrecht Kasthofer und der Berner Forstfachmann und ehemalige bayerische Forstinspektor von Augsburg Gottlieb von Greyerz am 10. Februar 1843 an die ihnen bekannten Forstwarte in der Schweiz die Einladung zur Gründungsversammlung vom 27. bis 28. Mai 1843 in Langenthal. 42 Personen aus 6 Schweizer Kantonen – Förster, Forstinspektoren, grosse private Waldbesitzer und kantonale Oberförster – folgten dem Aufruf und konstituierten sich bei der Versammlung sogleich als Schweizerischer Forstverein. Sie setzten die Statuten des neuen Vereins in Kraft und bestimmten als erstes Vereinsorgan die Mittheilungen über Haus-, Land- und Forstwirthschaft für die Schweiz, eine Zeitschrift, die von der 1838 gegründeten Landwirthschaftlichen Gesellschaft im Kanton Aargau herausgegeben wurde.
Wie der schweizerische Verein entstanden um die Mitte des 19. Jahrhunderts noch andere regionale Forstvereine im deutschen Sprachraum, so zum Beispiel 1839 der Forstverein für das badische Oberland, 1847 der Sächsische Forstverein, 1851 der Verein Thüringer Forstwirte sowie der Forstverein österreichischer Alpenländer und 1852 der Forstverein für Tirol und Vorarlberg.
Seit 1843 führte der Schweizerische Forstverein jedes Jahr in einer Stadt der Schweiz eine mehrtägige Vereinsversammlung durch, ausser in den Jahren 1845, 1848 und 1859, wo die politischen Verhältnisse – Freischarenzüge, Folgen des Sonderbundskriegs, Grenzbesetzung während der österreichisch-italienischen Kriege – die Zusammenkünfte verhinderten. Die ersten Tagungsorte lagen alle in der Deutschschweiz (Aarau, Solothurn, Zürich). Bis 1850 waren dem Verein erst drei Mitglieder aus der Romandie beigetreten, darunter waren der bedeutende Forstwissenschaftler und Botaniker Albert Davall von Vevey und sein Vater Edmond Davall (1793–1860), ein Offizier und Forstfachmann, der die erste Jahrestagung des Vereins in der Westschweiz im Juni 1853 in Lausanne und eine Exkursion in den Joratwald leitete. Mit dem etappenweisen Bau der Eisenbahnlinien in den 1850er Jahren wurde die Reise zu den Versammlungen einfacher. Durch die in der Zeitschrift veröffentlichten Protokolle wurden stets neue Informationen über aktuelle forstwirtschaftliche Probleme der Schweiz veröffentlicht. In jedem Kanton sammelten Mitglieder des Vereins Informationen über die Forstwirtschaft der Regionen und berichteten an den Versammlungen und mit Artikeln in der Zeitschrift über die kantonale Forstgeschichte.
Weil sich Schweizer Berufsanwärter in der ersten Hälfte des 19. Jahrhunderts nur an Fachschulen wie der führenden Königlich-Sächsischen Forstakademie in Tharandt, der Land- und Forstwirtschaftlichen Akademie Hohenheim und dem Polytechnikum Karlsruhe oder in grossen Forstdomänen im Ausland zu Förstern ausbilden konnten, verfügten die Gründer des Schweizerischen Forstvereins über gute Beziehungen zu dortigen Lehrpersonen. Einige davon wurden von der Vereinsversammlung zu Ehrenmitgliedern gewählt. Bis 1860 zählten unter anderen folgende Personen zu dieser Gruppe:
- Edmund von Berg, Direktor der Forstakademie zu Tharandt in Sachsen (heute Fachbereich Forstwissenschaften der TU Dresden)
- August Cotta, Forstinspektor und Professor an der Forstakademie zu Tharandt
- Karl Gebhard, fürstlich Fürstenbergischer Forstrat, Donaueschingen[10]
- Wilhelm Heinrich von Gwinner, Administrator der hohenzoller’schen Besitzungen Böhmen, Bistritz (heute in Tschechien)
- Gustav Heyer, Oberförster, Professor an der Universität Giessen
- Adolphe Parade, Schüler der Forstakademie zu Tharandt, Direktor der königlichen Forstschule École royale forestière zu Nancy, Frankreich (seit 1965 Teil der École nationale du génie rural, des eaux et des forêts)
- Max Pressler, Professor der Mathematik an der Forstakademie zu Tharandt

Schon bald nach dem SFV wurden auch in ersten Schweizer Kantonen regionale Forstvereine gegründet, zum Beispiel der Bernische Forstverein 1845 und die Société vaudoise de Sylviculture (Kanton Waadt) 1853. Andere Kantonalvereine bildeten sich ein halbes Jahrhundert später so wie der St. Galler Forstverein 1899, der Bündner Forstverein 1901 und die Société Neuchâteloise des Forestiers (Kanton Neuenburg) 1909.
1849 beschloss der Schweizerische Forstverein auf seiner Jahresversammlung in Burgdorf, eine eigene Publikationsreihe herauszugeben, und veröffentlichte ab dem folgenden Jahr die Zeitschrift «Schweizerisches Forst-Journal», deren Redaktion zuerst in den Händen von Karl Albrecht Kasthofer und seit dem zweiten Jahrgang bei Walo von Greyerz, dem langjährigen Forstverwalter von Lenzburg, lag. 1856 wurde für die Westschweiz eine französischsprachige Version der Reihe eingeführt. Kasthofer widmete schon das erste Heft vom Januar 1850 wichtigen Fragen der Schweizer Forstwirtschaft. Er wies auf einen Missstand hin, mit dem sich der Schweizerische Forstverein seit seiner Gründung und auch in den folgenden Jahrzehnten immer wieder zu befassen hatte: dass nämlich gerade in einigen Kantonen im Hochgebirge, wo die Wälder eine wesentliche Funktion zum Schutz von Siedlungen und Kulturland haben, gar keine staatliche Forstwirtschaft oder Waldaufsicht vorhanden war und die Gemeinden und Korporationen wegen der vorherrschenden Weidewirtschaft nichts gegen die Übernutzung der Wälder unternahmen: «Die Entwaldung, deren verderbliche Folgen wir beklagen, ist vielmehr die Folge der gegenwärtigen Betriebsart der Alpenwirthschaft, der unbeschränkten Viehweide, der fehlerhaften, die natürliche Besaamung vereitelnden Führung der Holzschläge.» Nach den Bemerkungen zum Zustand des Waldbaus in der Schweiz stellte Kasthofer programmatisch die forstwirtschaftlichen Themen vor, deren sich die Redaktion der Zeitschrift annehmen wolle: «Da in mehreren Kantonen noch keine Forstwirthschaft besteht, und in den mehrsten die Volksbegriffe über ihre Zwecke sehr mangelhaft oder irrig sind, so geben wir schliesslich die Uebersicht ihrer verschiedenen Zweige mit Bezug auf die der Schweiz eigenthümlichen Verhältnisse und Bedürfnisse.»
Während Jahrzehnten machte der Schweizerische Forstverein auf den ursächlichen Zusammenhang zwischen der Abholzung und mangelhaften Pflege der Wälder im Gebirge und den häufigen Überschwemmungen in den Tälern und den Flussgebieten im Alpenvorland aufmerksam. Mit Vorträgen und Denkschriften wandten sich seine Experten an die Förster und die Politik in den Bergkantonen mit Vorschlägen, wie der Bergwald gestärkt und die Wildbäche durch Verbauungen gesichert werden können. Das Schweizerische Forst-Journal berichtete 1852 über die Folgen von Kahlschlägen im Greyerzerland des Kantons Freiburg, die auch zu Hochwasser geführt hatten. Als an der Vereinsversammlung 1882 in St. Gallen Regierungsrat Ludwig Zollikofer über das ungelöste Problem der Bachverbauungen referierte, beschloss der Forstverein, selbst ein Handbuch für den Schutz gegen Naturgefahren herauszugeben; 1886 bewilligte die Versammlung in Glarus den Druck der vom Forstwissenschaftler Elias Landolt (1821–1896) verfassten Schrift.
Der Verein begleitete wenige Jahre nach der Gründung des Bundesstaats (1848) den Aufbau einer «Schweizer Forstschule» an der 1855 eingerichteten Eidgenössischen polytechnischen Schule, der heutigen ETH Zürich. Von Anfang an war der Zürcher Oberforstmeister und Forstwissenschaftler Elias Landolt als Professor für Forstwirtschaft an diesem Institut angestellt, für den zweiten Lehrstuhl fiel die Wahl auf den Berner Oberförster Xavier Marchand (1799–1859). 1861 bis 1893 führte Landolt die Redaktion der Vereinszeitschrift mit dem neuen Namen «Schweizerische Zeitschrift für das Forstwesen» und berichtete dort regelmässig über die Tätigkeit der Forstschule. Von 1881 bis 1893 war Landolt zugleich Präsident des Schweizerischen Forstvereins, der ihn 1893 zum Ehrenpräsidenten wählte. Nach dem Tod des renommierten Forstwissenschaftlers publizierte die Vereinszeitschrift einen ausführlichen Nachruf und die an der Trauerfeier gehaltenen Reden.
Die Eidgenössische polytechnische Schule in Zürich gründete 1885 nach einem Vorschlag Elias Landolts und des Eidgenössischen Forstinspektors Johann Wilhelm Coaz für praktische Forschungsarbeiten die Centralanstalt für das forstliche Versuchswesen; die Abteilung hiess seit 1933 Eidgenössische Anstalt für das forstliche Versuchswesen und ging 1989 in der Eidgenössischen Forschungsanstalt für Wald, Schnee und Landschaft auf.
Die Aufsicht über die Wälder war in der Schweiz traditionell eine hoheitliche Aufgabe der Kantone. Der Schweizerische Forstverein beobachtete seit seiner Gründung die Entwicklung der kantonalen Forstgesetze und empfahl den politischen Behörden immer wieder Massnahmen für eine bessere Bewirtschaftung der besonders im Alpenraum und im Jura stark übernutzten Wälder. Elias Landolt verfasste 1862 einen Bericht an den hohen schweizerischen Bundesrath über die Untersuchungen der schweizerischen Hochgebirgswaldungen, doch erst mit der revidierten Bundesverfassung von 1874 wurde die Aufsicht über die Bergwälder eine Aufgabe des Bundes. Das Gesetz betreffend die Oberaufsicht des Bundes über die Forstpolizei im Hochgebirge von 1876 führte Vorschriften für eine nachhaltige Bewirtschaftung des Schutzwaldes ein.

### 20. Jahrhundert
Bei den Vorarbeiten zum Bundesgesetz zur eidgenössischen Oberaufsicht über die Forstpolizei vom 11. Oktober 1902 wirkte der Schweizerische Forstverein wiederum mit. Mit diesem Gesetz wurde der Wald gegenüber der Weidewirtschaft wirksam geschützt, denn nun galt ein Rodungsverbot, und die Waldflächen durften nicht mehr verkleinert werden. Auch der Baumbestand auf den Waldweiden etwa im Jura fiel nun unter das Waldgesetz, das zudem ein Walderhaltungsgebot einführte und damit die Kantone zu einem geordneten Forstwesen anhielt.
Auf seinen Versammlungen und in den Publikationen kamen neue Themen aus der Forstwirtschaft wie die Arbeitssicherheit und die zunehmende Mechanisierung zur Sprache. Der Verein setzte sich 1904 für die Einführung einer nationalen Kollektivversicherung für die Forstarbeiter ein, die gemäss der Statistik des Schweizerischen Arbeitersekretariats im späten 19. Jahrhundert dem grössten Unfallrisiko unter den 56 verglichenen Berufsgruppen ausgesetzt waren. Als Beitrag zu einer sicheren Arbeitsweise veröffentlichte die Vereinszeitschrift 1897 einen Textentwurf des deutschen Reichsversicherungsamts für allgemeine «Normal-Unfallverhütungsvorschriften».
Schon früh hatte der Schweizerische Forstverein auf seltene Waldgebiete und auffällige Einzelbäume aufmerksam gemacht, erstmals 1851 mit dem Hinweis von Forstrat Albert Davall auf eine besonders grosse und alte Lärche in Gebiet von Ormont in den Waadtländer Alpen; von diesem Baum, der nach einem Blitzeinschlag gefällt werden musste, gelangte damals eine Holzprobe in das kantonale Naturkundemuseum in Lausanne. Seit 1871 hatte der Schweizerische Forstverein den Schutz einzelner Bäume als Naturdenkmäler und die Errichtung von Naturreservaten in ausgewählten Waldgebieten befürwortet. Im frühen 20. Jahrhundert wurden die Anliegen des Naturschutzes auch in der Forstwirtschaft aufgenommen. 1914 druckte die Schweizerische Zeitschrift für Forstwesen die Eröffnungsrede von Bundesrat Ludwig Forrer an der von Paul Sarasin initiierten Ersten Weltnaturschutz-Konferenz von 1913 in Bern ab. Der Aargauer Naturwissenschaftler und Politiker Rudolf Siegrist machte u. a. mit Beiträgen in der Schweizerischen Zeitschrift für Forstwesen auf den Wert der Auengebiete an den Schweizer Flüssen aufmerksam, von denen der grösste Teil durch Flusskorrektionen und Rodung zerstört worden war. Die Auwälder bildeten besondere, der Gewässerdynamik angepasste Pflanzengesellschaften. Die Schweizerische Zeitschrift für Forstwesen berichtete 1967 über die wissenschaftliche Forschung in den Auengebieten und die Schutzmassnahmen an einigen Flussabschnitten wie der Toten Reuss bei Fischbach (1926), dem Vogelschutzgebiet im Häftli bei Meienried (1929), dem Naturreservat Elfenau bei Bern und dem aargauischen Auenreservat Umiker Schachen (1962).

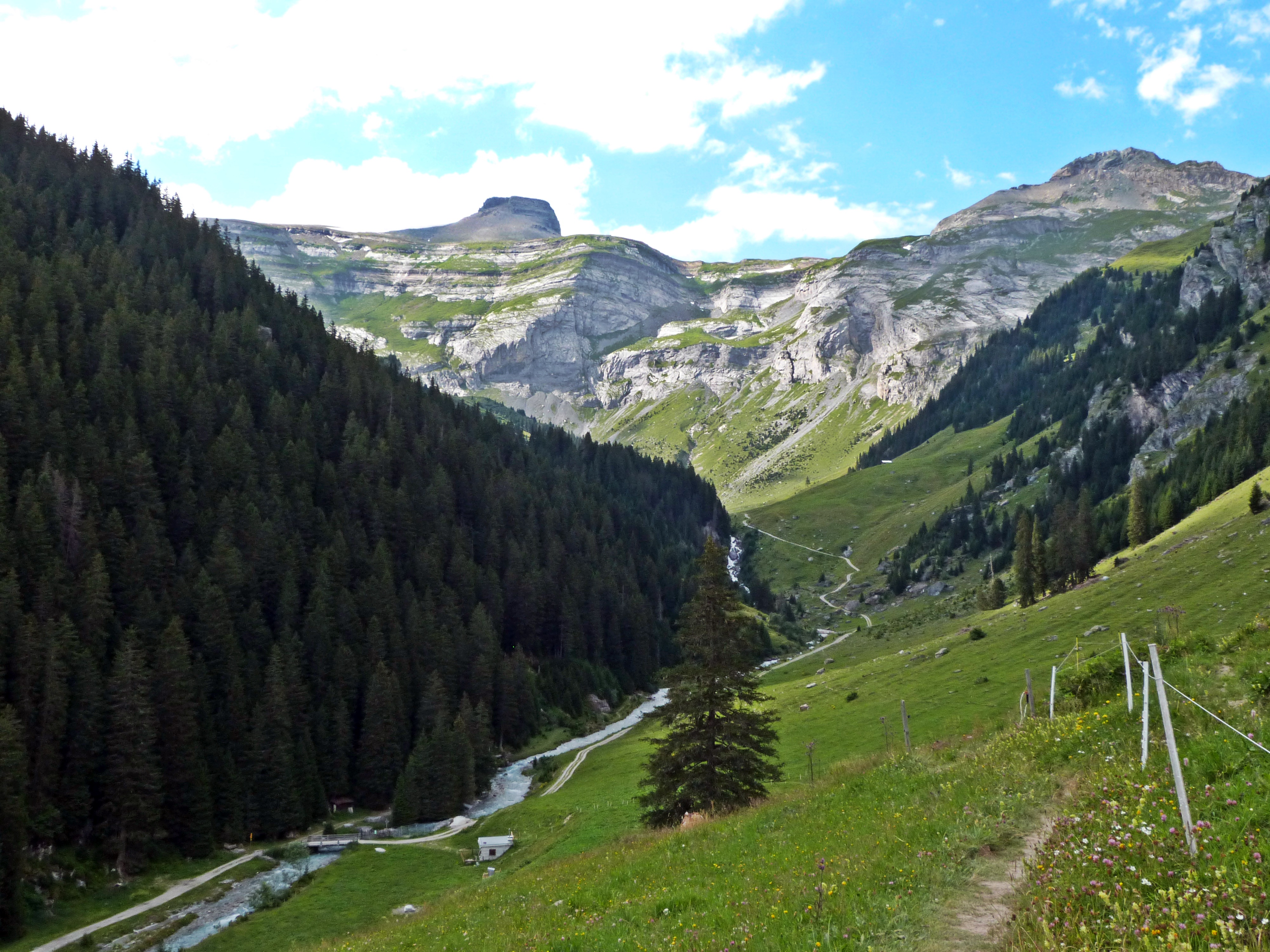
Scatlèwald im Val Frisal

1907 nahm der Schweizerische Forstverein die «Schaffung von Urwald-Reservationen in der Schweiz» als ein neues Ziel in sein Tätigkeitsprogramm auf. Sogleich gelang es dem Graubündner Kreisförster und späteren Regierungsrat und Ständerat Johann Joseph Huonder (1878–1935) die Gemeinde Brigels in der Surselva dazu bewegen, den Urwald im Gebiet Scatlè von der wirtschaftlichen Nutzung auszuschliesse. Mit der Ausweisung des Gebiets Scatlè als Naturwaldreservat (seit 1910 ein Schutzgebiet von Pro Natura) und der Gründung des Schweizerischen Nationalparks 1914 in den Alpen wurden erste bedeutende Waldflächen geschützt, die nun als forstwissenschaftliche Studienobjekte zur Verfügung standen. 1947 richtete die ETH das Waldreservat «Moos» bei Birmensdorf ein, das auch ein Hochmoor umfasst. Ganz in der Nähe stehen seit 1958 die Gebäude der Eidgenössischen Anstalt für das forstliche Versuchswesen (heute WSL). Das Schutzgebiet «Moos» war das erste forstliche Totalreservat im Schweizer Mittelland (heute Schutzgebiet Nr. 160 ZH 229). Die Redaktion der Schweizerischen Zeitschrift für Forstwesen berichtete in den folgenden Jahren mehrmals über die Entwicklung der Vegetation in diesem Studiengebiet.
1919 gründete der Schweizerische Forstverein die Forstwirtschaftliche Zentralstelle als ständige Organisation für die Information zwischen Forstdiensten und dem Holzhandel. 1920 änderte die Einrichtung ihren Namen in «Schweizerischer Verband für Waldwirtschaft».
Während der Jahresversammlung 1934 in Langenthal liess der Schweizerische Forstverein am Waldrand beim Moosrain an einer Stelle, die heute «Kasthoferplatz» genannt wird, als Naturdenkmal zur Jahrhundertfeier eine Eiche pflanzen. Der inzwischen etwa 100 Jahre alte Baum wird auch «Kasthofereiche» genannt und ist so wie auch der zehn Jahre später daneben aufgestellte «Kasthoferstein» der Erinnerung an den Vereinsgründer gewidmet. Der drei Meter lange Gedenkstein ist ein Findling aus der eiszeitlichen Endmoräne des Rhonegletschers, der in den 1930er Jahren in einer Kiesgrube bei Langenthal zum Vorschein kam. Der Steinblock aus Hornblendegranit stammt aus dem Dent-Blanche-Massiv im Unterwallis. Der durch Regierungsratsbeschluss vom 5. Oktober 1951 als Naturdenkmal geschützte Stein auf dem kleinen Festplatz beim Wasserreservoir von Langenthal trägt eine Bronzetafel, die den Berner Forstmann Karl Albrecht Kasthofer und die Gründung des Forstvereins in Langenthal 1834 erwähnt.
1993 – im Jahr des 150-jährigen Jubiläums des Schweizerischen Forstvereins – trat das neue Schweizerische Waldgesetz in Kraft. Der Verein stellte das Jubiläumsprogramm als Folge der Konferenz der Vereinten Nationen über Umwelt und Entwicklung von Rio de Janeiro 1992 unter das Motto der «Nachhaltigkeit» und klärte im Seminarprogramm an der Jahresversammlung in Interlaken dessen Bedeutung für die Schweizer Waldwirtschaft.
Mit der Schweizerischen Zeitschrift für Forstwesen unterstützt der Verein forstwissenschaftliche Publikationen zum Beispiel aus der Forschungsgruppe «Nachhaltige Forstwirtschaft» der Eidgenössischen Forschungsanstalt für Wald, Schnee und Landschaft (WSL) und aus dem Programm «Waldökonomischer Wissenstransfer», mit dem die Ergebnisse von Veranstaltungen des Instituts Multifunktionale Waldwirtschaft an der Hochschule für Agrar-, Forst- und Lebensmittelwissenschaften in Zollikofen veröffentlicht werden.

## Veröffentlichungen des SFV

Schweizerisches Forst-Journal (erstes Heft)

- Schweizerisches Forst-Journal (Digitalisat auf e-periodica.ch der ETH-Bibliothek).
- Schweizerische Zeitschrift für das Forstwesen (frz. Journal suisse d’économie forestière), seit dem Jahrgang 1895 neuer Name: Schweizerische Zeitschrift für Forstwesen (Digitalisat auf e-periodica.ch).
- Elektronische Version der Zeitschrift, seit 1999: www.szf-jfs.org.
- Gottlieb Zötl: Über die Behandlung und Anlegung von Bannwaldungen im Hochgebirge. Burgdorf 1844.
- Elias Landolt: Der Wald, seine Verjüngung, Pflege und Benutzung, bearb. für das Schweizervolk. Zürich 1866.
- Die Wiederbewaldung der Hochgebirge. 1871.
- Elias Landolt: Wiener Weltausstellung. Verzeichniß der Ausstellungsgegenstände des Schweizerischen Forstvereins. Mit einem erläuternden Bericht. Zürich 1873.
- Elias Landolt: Die Bäche, Schneelawinen und Steinschläge und die Mittel zur Verminderung der Schädigung durch dieselben. 1886.
- Philipp Flury: Die forstlichen Verhältnisse der Schweiz. Zürich 1914; 1925.
- Beihefte zu den Zeitschriften des Schweizerischen Forstvereins. 1925 bis 1982.
- Die Produktionssteigerung der schweizerischen Forstwirtschaft. Eine nationale Pflicht. Denkschrift. Bern 1919.
- Schöner Wald in treuer Hand. Sauerländer, Aarau 1949.
- Wohltätiger Wald. Neue Aufgaben unserer Wälder. Zürich 1962.
- Christian Küchli: La forêt suisse. Ses racines, ses visages, son avenir (édité par la Société forestière suisse, à l’occasion de son 150e anniversaire). Lausanne 1992.
- Christian Küchli: Wurzeln und Visionen. Promenaden durch den Schweizer Wald. AT Verlag, Aarau 1992.

## Personen

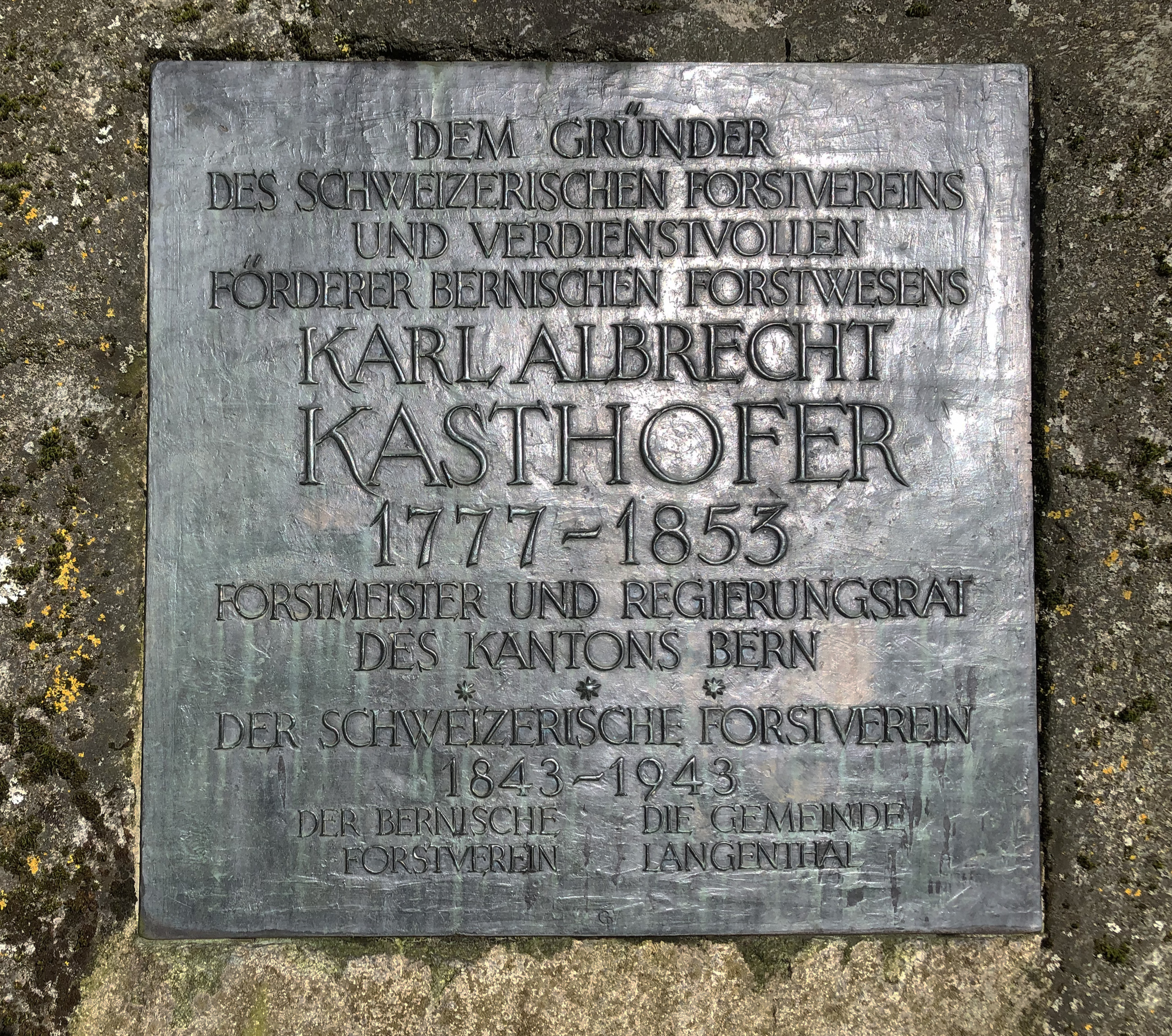
Inschrift am Kasthoferstein in Langenthal

### Präsidenten
(Quelle: )
- 1843–1844: Karl Albrecht Kasthofer (1777–1853), Professor für Waldbau an der Universität Bern
- 1846: Niklaus Kaiser (1806–1869), Oberförster, Regierungsrat, Solothurn
- 1847: Friedrich Finsler (1804–1882), Oberforstmeister, Zürich
- 1849: Christoph Friedrich Manuel (1809–1891), Oberförster, Burgdorf[42]
- 1850: Johannes Bohl (1801–1879), Kantonsforstinspektor, St. Gallen
- 1851: Walo von Greyerz (1815–1904), Forstverwalter, Lenzburg
- 1852: Xavier Marchand (1799–1859), Kantonsforstmeister, Bern, später Professor für Forstwirtschaft am Eidgenössischen Polytechnikum Zürich[43]
- 1853: Edmond Davall (1793–1860), Offizier und Forstrat, Vevey
- 1854: Johann Wilhelm Coaz (1822–1918), kantonaler Forstinspektor, Chur
- 1855: Xaver Konrad Amrhyn (1804–1885), Oberförster, Luzern[44]
- 1856: Jakob Kopp (1819–1889), Kantonsoberförster, Frauenfeld, Mitgründer des Schweizerischen Landwirtschaftlichen Vereins, 1860 bis 1888 Professor an der land- und forstwirtschaftlichen Abteilung des Eidgenössischen Polytechnikums[45]
- 1857: Adolf von Greyerz (1818–1871), Forstinspektor, Freiburg[46]
- 1858: Hermann Stokar (1807–1861), Stadtforstmeister, Schaffhausen[47]

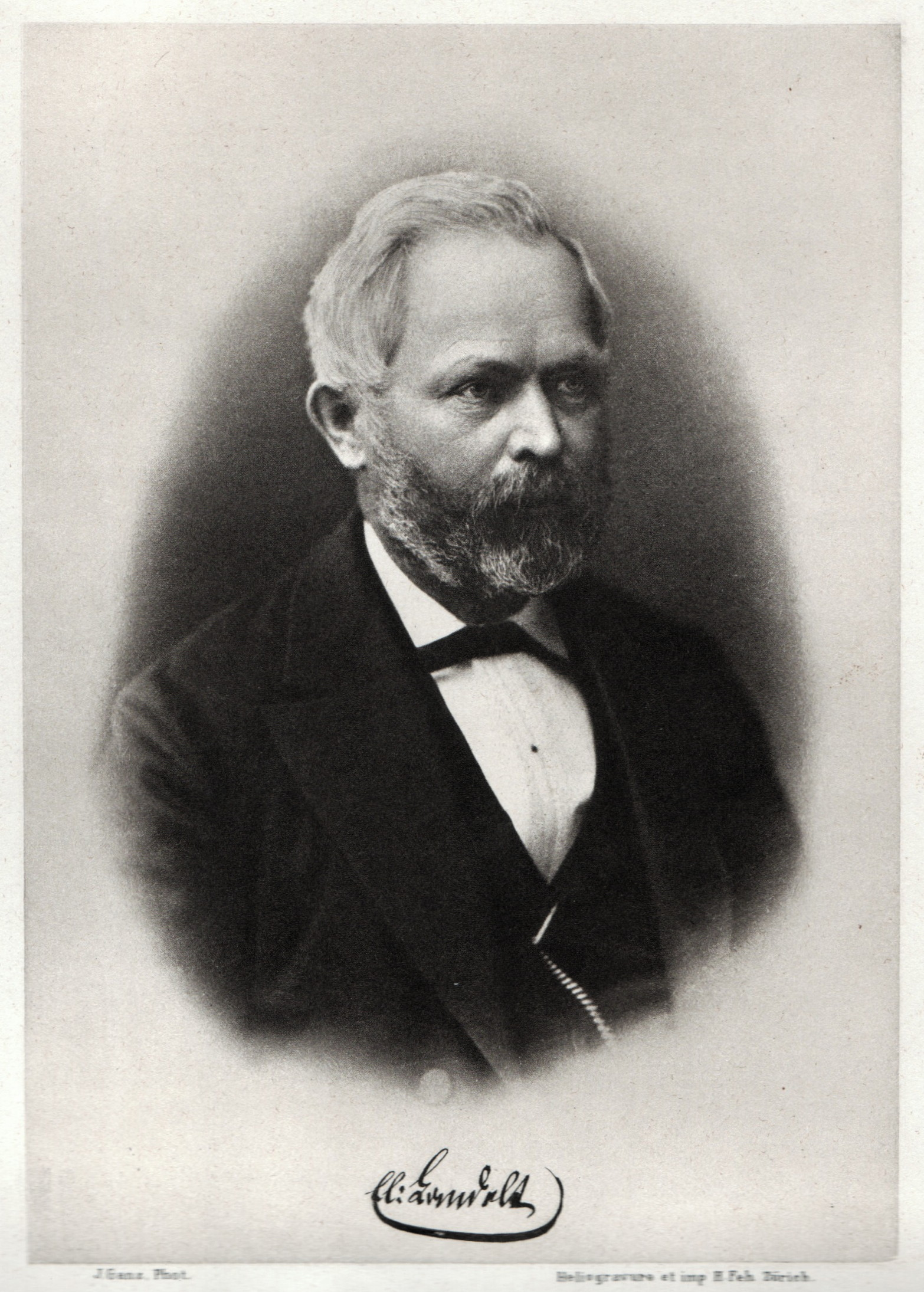
Elias Landolt (1821–1896)

- 1860: Johann Baptist Wietlisbach (1822–1887), Oberförster, Aarau[48]
- 1861: Théodore de Meuron, Kantonsforstinspektor, Neuenburg
- 1862: Elias Landolt (1821–1896), Professor für Forstwissenschaft ETH Zürich, Sekretär des Schweizerischen Landwirtschaftlichen Vereins[49]
- 1863: Johann Weber (1828–1878), Landwirt und Politiker, Kanton Bern
- 1864: Johannes Bohl, St. Gallen
- 1865–1878: Johann Weber (1828–1878), Landwirt, Kanton Bern
- 1878–1883: Franz Fankhauser (1822–1900), Oberförster, Kanton Bern[50]
- 1883–1893: Elias Landolt
- 1894–1902: James-Constant Roulet (1842–1918), inspecteur général des forêts, Kanton Neuenburg[51]
- 1903–1905: Theodor Felber (1849–1924), 1894 bis 1917 Professor für Forstwissenschaften an der ETH Zürich[52]
- 1906: Franz Fankhauser (1849–1932), Eidgenössischer Forstinspektor, Redaktor der Schweizerischen Zeitschrift für Forstwesen[53]
- 1907–1908: Arnold Engler (1869–1923), Kantonsoberförster des Kantons Nidwalden, Professor für Forstwissenschaften an der ETH Zürich, 1902 bis 1923 Direktor der Eidgenössischen Anstalt für das forstliche Versuchswesen[54]
- 1909–1920: Ernest Muret (1865–1955), Chef du service Forêts, Chasse et Pêche du canton de Vaud 1903–1935[55]
- 1921–1926: Theodor Weber (1870–1952), Oberforstmeister des Kantons Zürich[56]
- 1927–1932: Fritz Graf (1885–1932), Kantonsoberförster des Kantons St. Gallen
- 1932–1935: Otto Furrer (1878–1954), Kantonsoberförster des Kantons Solothurn[57]
- 1936–1938: Kaspar Knobel, Kantonsoberförster und Politiker, Kanton Schwyz[58]
- 1939–1941: Frédéric Grivaz (1884–1972), Chef du service Forêts, Chasse et Pêche du canton de Vaud
- 1942–1947: Hans Jenny (1897–1960), Lehrer an der Landwirtschaftlichen Schule Plantahof, Kantonsforstinspektor des Kantons Graubünden
- 1947–1953: Ernest Schönenberger (?–1964), Politiker, von Tavannes, Berner Jura, Präsident der Fédération jurassienne
- 1953–1957: Josef Jungo (1903–1980), Kantonsforstinspektor des Kantons Freiburg, Eidgenössischer Oberforstinspektor
- 1957–1959: Jacques Barbey (1904–1959), inspecteur des forêts, Stadt Lausanne
- 1959–1965: Gottfried Wenger (1909–1992), Forstingenieur, Kanton Bern
- 1965–1971: Wilfried Kuhn (1922–2013), Oberforstmeister des Kantons Zürich
- 1971–1977: Giacomo Viglezio, Forstinspektor, Kanton Tessin
- 1977–1983: François Borel, inspecteur des forêts, Stadt Neuenburg
- 1983–1992: Werner Giss, Kantonsoberförster des Kantons Zug
- 1992–1998: Anton Brülhart, Kantonsoberförster des Kantons Freiburg
- 1998–2005: Heinz Kasper (* 1947), Kantonsoberförster des Kantons Aargau, Chef der Sektion Waldbau an der Eidgenössischen Forschungsanstalt für Wald, Schnee und Landschaft
- 2005–2012: Adrian Lukas Meier-Glaser (* 1957), Forstinspektor, Kanton Bern
- 2012–2019: Jean Rosset, Inspecteur cantonal des forêts, Service des forêts, de la faune et de la nature du canton de Vaud
- seit 2019: Regina Wollenmann, Forstingenieurin ETHZ, Grün Stadt Zürich 2011–2020, Leiterin Werkbetrieb der Stadt Chur seit 2020

### Weitere Personen
- Albert Davall (1821–1892), Forstwissenschaftler, Forstinspektor des Kantons Waadt, Autor wissenschaftlicher Aufsätze für die Zeitschrift des Schweizer Forstvereins und das Bulletin der Société Vaudoise des Sciences Naturelles
- Karl Gayer (1822–1907), Forstwissenschaftler, Professor an der Universität München, Ehrenmitglied des Schweizerischen Forstvereins
- Karl Schuberg (1827–1899), Forstwissenschaftler, Ehrenmitglied des Schweizerischen Forstvereins
- Ulrich Meister (1838–1917), Stadtforstmeister in Zürich, 1906 Ehrenmitglied des Schweizerischen Forstvereins
- Robert Hartig (1839–1901), Forstwissenschaftler, Professor an der Universität München, Ehrenmitglied des Schweizerischen Forstvereins
- Anton Bühler (1848–1920), Professor der Forstschule des Eidgenössischen Polytechnikums, ab 1888 Direktor der Centralanstalt für das forstliche Versuchswesen
- Conrad Bourgeois (1855–1901), Professor für Forstwissenschaften am Eidgenössischen Polytechnikum, Vorstand der Forstschule, Direktor der Centralanstalt für das forstliche Versuchswesen[59]
- Maurice Decoppet (1864–1922), 1902 bis 1914 Professor für Forstwissenschaften am Eidgenössischen Polytechnikum Zürich (seit 1911 ETH Zürich), Redaktor des Journal forestier suisse, 1914 bis 1922 Eidgenössischer Oberforstinspektor[60]

Henri Badoux

- Henri Badoux (1871–1951), 1915 bis 1941 Professor für Forstwissenschaften an der ETH Zürich, Direktor der Eidgenössischen Anstalt für das forstliche Versuchswesen, 1915 bis 1945 Redaktor des Journal forestier suisse, Ehrenmitglied des Schweizerischen Forstvereins sowie der Société vaudoise de sylviculture[61]
- Walter Schädelin (1873–1953), Oberförster der Burgergemeinde Bern, Professor für Waldbau an der ETH Zürich, Ehrenmitglied des Schweizerischen Forstvereins[62]
- Hermann Knuchel (1884–1964), 1922 bis 1952 Professor für Forstwissenschaften an der ETH Zürich, 1922 bis 1945 Redaktor der Schweizerischen Zeitschrift für Forstwesen
- Hans Burger (1889–1973), 1934 bis 1955 Direktor der Eidgenössischen Anstalt für das forstliche Versuchswesen, 1935 bis 1954 Dozent und Professor an der ETH, 1948 bis 1952 Präsident der International Union of Forestry Research Organizations, 1943 Ehrenmitglied des Schweizerischen Forstvereins
- Charles Gonet (1892–1963), 1941 bis 1957 Professor für Forstökonomie an der ETH Zürich[63]
- Hans Leibundgut (1909–1993), Vertreter des naturnahen Waldbaus, von 1946 bis 1979 Redaktor der Schweizerischen Zeitschrift für Forstwesen
- Albert Hauser (1914–2013), Wirtschaftshistoriker, Professor für Geschichte und Soziologie der Land- und Forstwirtschaft an der ETH
- Hans Heinrich Bosshard (1925–1996), Professor für Holzkunde und ‑technologie sowie Leiter des Instituts für mikrotechnische Holzforschung an der ETH Zürich
- Kurt Eiberle (1930–1993), Professor für Wildkunde an der ETH, 1981 bis 1990 Redaktor der Schweizerischen Zeitschrift für Forstwesen[64]
- Viktor Kuonen (1931–1990), Professor für forstliches Ingenieurwesen an der ETH Zürich
- Anton Schuler (* 1944), Leiter des ehemaligen Arbeitsbereichs Wald- und Forstgeschichte an der Professur für Forsteinrichtung und Waldwachstum der ETH Zürich, ab 1990 Redaktor der Schweizerischen Zeitschrift für Forstwesen